# Walter Frederick Campbell
Walter Frederick Campbell (1798–1855), est un homme politique écossais. 

## Biographie
Il est né le 10 avril 1798. Son père John Campbell (1770-1809) est le fils de Walter Campbell de Shawfield, dont Walter Frederick hérite l'île d'Islay.  
Il est le père de John Francis Campbell (1821-1885), né à Islay .
Il est élu membre de la Royal Society of Edinburgh en 1822 . Il est député de l' Argyllshire, de 1822 à 1832 et de 1835 à 1841. En tant que Laird d'Islay, il contracte une énorme dette de 800 000 £ pour les "améliorations" de l'île. Les créanciers forcent la vente de l'île et la famille est partie en 1847. 
Il est décédé le 8 février 1855 à Avranches (Normandie, France). Sa tombe est visible au cimetière d'Avranches. 
Port Ellen, est nommé en 1821 par Walter Frederick Campbell pour son épouse, Eleanor et Port Charlotte est nommé en 1828, d'après sa mère, Charlotte. 